# 穆德里戈洛維
49°8′23″N 26°40′36″E / 49.13972°N 26.67667°E
穆德里霍洛維（烏克蘭語：Мудриголови）是位於烏克蘭西部的村莊，由赫梅利尼茨基州裡赫梅利尼茨基區的霍羅多克市鎮負責管轄。該村始建於1836年，面積1.65平方公里，海拔高度299米，2001年人口669，人口密度每平方公里404.5人。